# Benoît Manteaux
Pas d'image ? Cliquez ici

a Compétitions nationales et continentales officielles uniquement.

Dernière mise à jour le 8 avril 2020.
Benoît Manteaux, né le 25 septembre 1989 à Brive-la-Gaillarde, est un joueur français de rugby à XV qui évolue au poste de 3/4 centre.

## Biographie
Benoît Manteaux commence le rugby à l'ASPO Brive en benjamin, club avec lequel il reste jusqu'en cadet. Repéré par le CA Brive, il rejoint le club aux couleurs noires et blanches en junior et en espoir avant de signer ensuite son premier contrat professionnel en 2010. Plusieurs fois remplaçant en Top 14[réf. nécessaire], il joue plusieurs matchs du Challenge européen 2010-2011. En 2011, il s'engage à l'US Montauban en Fédérale 1.

## Palmarès
- Champion de France Espoirs 2009 avec le CA Brive